# 톡 투 미 (2022년 영화)
《톡 투 미》(영어: Talk to Me)는 2022년 제작된 오스트레일리아의 초자연 공포 영화이다. 쌍둥이 형제 유튜버 대니 & 마이클 필리포의 감독 데뷔작이다.
속편이 제작 중에 있다.

## 줄거리
17살 미아는 엄마 리아의 자살을 받아들이지 못하고 있다. 미아는 한 파티에서 미라 상태의 손을 접하게 된다. 이 죽은 자의 손을 악수하는 형태로 잡고 "내게 말해"("talk to me")라고 말하면 죽은 자의 영혼과 교신하게 되며, "너를 들여보낸다"("I let you in")라고 하면 죽은 혼을 몸에 들이게 된다. 접신 상태는 90초를 넘겨서는 안 되고 죽은 자의 손을 손에서 떼어낸 뒤 촛불을 꺼야 죽은 혼에게 사로잡히지 않을 수 있다.
미아는 첫 접신 상황에서 절친 제이드의 남동생 라일리를 유독 괴롭히는데, 그만 제한 시간을 초과하고 만다. 다음 날 모두가 다시 접신의 황홀경에 빠진다. 라일리가 리아의 혼과 접신한 것 같은 모습을 보이자 미아는 엄마와 더 대화하기 위해 라일리의 접신을 끊지 못하게 한다. 시간을 넘기는 바람에 악령에게 완전히 사로잡힌 라일리는 심각한 자해 시도 끝에 의식불명 상태가 된다.
이후 미아는 제이드의 남자친구 대니얼의 발가락을 빠는 악령을 목격하지만, 대니얼의 눈엔 미아가 자신의 발가락을 빠는 것으로만 보인다. 이어 미아는 아빠 맥스가 자신을 공격하는 환상을 본 끝에 가위로 아빠의 목을 찔러 죽이게 된다.
이제 미아는 죽은 자의 손 없이도 엄마의 혼을 수시로 본다. 엄마는 라일리를 죽여서 고통에서 해방시켜주자고 말하고, 미아는 이 말을 따라 라일리를 밖으로 데리고 나와 차도로 밀어내려 한다. 그러나 자신이 보아온 혼이 엄마가 아니라 첫 접신 때 만났던 악령이라는 걸 깨달은 미아는 본인이 대신 차도로 떨어져 죽는다.
미아의 혼은 그리스의 한 파티에 강제로 소환된다. 미아는 자신의 손을 맞잡은 한 파티 참석자로부터 "너를 들여보낸다"는 말을 듣는다.

## 출연
- 소피 와일드 - 미아 역
- 알렉산드라 젠슨 - 제이드 역
- 조 버드 - 라일리 역
- 오티스 댄지 - 대니얼 역
- 조이 터래키스 - 헤일리 역
- 마커스 존슨 - 맥스 역
- 미란다 오토 - 수 역